# Unione Sportiva Sassuolo Calcio (féminines)
Ne doit pas être confondu avec Unione Sportiva Sassuolo Calcio, l'équipe masculine
Maillots
L'Unione Sportiva Sassuolo Calcio Femminile est la section féminine de football du club professionnel italien de l'US Sassuolo Calcio, basé dans la ville de Sassuolo. L'équipe première dispute le championnat d'Italie féminin de football.

## Histoire
En 1976, est créé un club, Associazione Sportiva Dilettantistica Reggiana Calcio Femminile à Reggio d'Émilie qui remporte trois championnats d'Italie (1990, 1991 et 1993), ainsi que trois Coupes d'Italie (1992, 1993 et 2010). Mais, en 2011, ce club est relégué en quatrième division à la suite de difficultés financières. 
Le Reggiana Femminile commence la saison 2016-2017 en deuxième division, la Serie B. La société Mapei, sponsor principal de l'US Sassuolo Calcio, propose alors une collaboration avec la direction du Reggiana Femminile qui, grâce à un accord de licence, gérera à l'avenir les activités de sa section féminine. Lors de la quatrième journée de championnat, l'équipe se renomme Sassuolo CF, et remplace sa couleur marron par le bleu, mais joue toujours à Reggio d'Émilie. Lors de la 17e journée de championnat, le club joue pour la première fois à Sassuolo. En fin de saison, le club termine premier de son groupe, et se voit promu en Serie A.
Pour sa première saison dans l'élite, Sassuolo termine à la 9e place, et doit disputer un match de barrage de maintien sur terrain neutre contre l'équipe de la Roma CF. Avec une victoire 3-0, le club réussit à se maintenir en Serie A.

## Palmarès
- Serie B : (1)
  - Vainqueur du groupe C : 2017